# Thung Yang Daeng
Thung Yang Daeng (em tailandês: ทุ่งยางแดง) é um distrito da província de Pattani, no sul da Tailândia. É um dos 12 distritos que compõem a província. Sua população, de acordo com dados de 2012, era de 22 118 habitantes, e sua área territorial é de 114,97 km².